# خوان ألبرتو كاسترو
خوان ألبرتو كاسترو (بالإسبانية: Juan Alberto Castro)‏ هو لاعب كرة قدم أرجنتيني في مركز الهجوم، ولد في 12 يونيو 1934 في قرطبة في الأرجنتين، وتوفي في 12 يوليو 1979. لعب مع أتلتيكو أتلانتا وروزاريو سنترال وهوراكان.

## وصلات خارجية
- خوان ألبرتو كاسترو على موقع ناشيونال فوتبول تيمز (الإنجليزية)